# Antonio Maria Abbatini
Antonio Maria Abbatini (Città di Castello circa 1597 – aldaar, circa 1679) was een Italiaans componist en kapelmeester.
Abbatini schreef  een dramatische cantate, veel kerkmuziek en meerdere opera's, waaronder Dal male il bene (1653), dit is een van de vroegste komische opera's.
In 1644 werd hij adviseur van een uitgave van Gregoriaanse gezangen in opdracht van de toenmalige paus, Urbanus VIII. Daarnaast was hij kapelmeester bij diverse kerken in Rome en ver daarbuiten.

## Kerkmuziek
- Missa sexdecim vocibus concinenda, Roma 1627
- Salmi a quattro, otto, dodici e sedici voci, libri V, Roma 1630-1635
- Mottetti a due e cinque voci con Basso continuo, libri V, Roma 1635-1638
- Messe a quattro, otto, dodici e sedici voci, libri III, Roma 1638-1650
- Il sesto libro di Sacre Canzoni a due, tre, quattro e cinque voci, op. 10, Roma 1653
- Antifone
- Salmi
- Mottetti

## Opera
- Dal Male il Bene
- Ione
- La Comica del Cielo ovvero La Baltasara
- Il pianto di Rodomonte

- Bibliothèque nationale de France: cb14843883c (data)
- Gemeinsame Normdatei: 118816942
- International Standard Name Identifier: 0000 0000 6300 5811
- Library of Congress Control Number: n86045811
- Nationale Bibliotheek van Letland: 000294100
- MusicBrainz: 297750b4-c420-4605-adf5-bb7402dc5e91
- Nederlandse Thesaurus van Auteursnamen: 073087246
- Istituto Centrale per il Catalogo Unico: LO1V162475
- SNAC: w6hm7jtq
- Système universitaire de documentation: 07782315X
- Trove: 1047045
- Virtual International Authority File: 59352243
- WorldCat: E39PBJcWtjMY39TjtChvxtvyh3